# Pittenweem
Pittenweem är en ort i Storbritannien.   Den ligger i vid kusten i Fife och riksdelen Skottland, i den centrala delen av landet, 500 km norr om huvudstaden London. Pittenweem ligger 26 meter över havet och antalet invånare är 1 807.
Terrängen runt Pittenweem är lite kuperad. Havet är nära Pittenweem åt sydost.  Närmaste större samhälle är St Andrews, 14,5 km norr om Pittenweem. 